# کریس تاملینسون
کریس تاملینسون (به انگلیسی: Chris Tomlinson) (زاده ۱۵ سپتامبر ۱۹۸۱) ورزشکار سابق پرش طول اهل انگلستان است. وی در ۳ دوره المپیک ۲۰۰۴، ۲۰۰۸ و ۲۰۱۲ شرکت کرده‌است.